# Asperula cymulosa
Asperula cymulosa är en måreväxtart som först beskrevs av George Edward Post, och fick sitt nu gällande namn av George Edward Post. Asperula cymulosa ingår i släktet färgmåror, och familjen måreväxter. Inga underarter finns listade i Catalogue of Life.